# 季新益

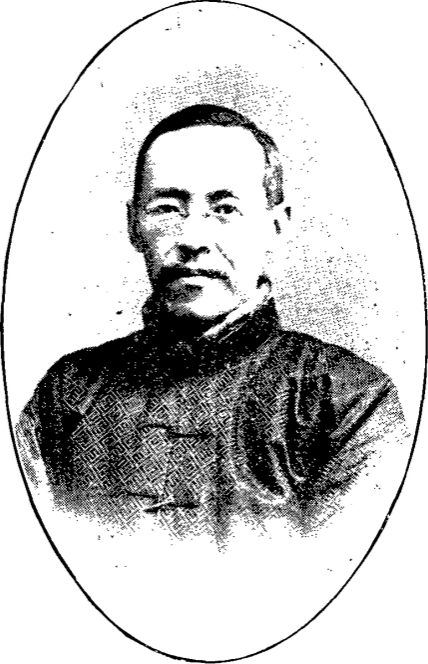
季新益

季新益（1884年—1976年），字銘又，江蘇省海門縣人，又號聖一居士，宣統二年工科進士，曾留學日本名古屋高工色染科。

## 生平
宣統二年(1910年)九月二日，內閣奉上諭：季新益著賞給工科進士。
宣統三年(1911年)，授職翰林院檢討。
民國2年（1913年）4月3日，任江蘇民政實業司科長 。
民國2年（1913年）5月27日，署江蘇實業司司長 。
民國5年（1916年）3月25日，試署浙江平湖縣知事 。
民國9年（1920年）5月15日，交院存記國務院簡任職 。
民國29年（1940年）6月20日，任汪偽江蘇省建設廳長。
中華人民共和國成立後，季旅居寧波，研究佛法，1957年受聘爲浙江文史研究館館員。1976年，無疾而終，享壽92歲。